# In Mo Yang
In Mo Yang (26 luglio 1995) è un violinista sudcoreano, vincitore della 54ª edizione del Premio Paganini.

## Biografia
In Mo Yang è nato nel 1995. A 11 anni ha debuttato per le Ewon Prodigy Series di Seul, capitale della Corea del Sud, e a 15 ha suonato per la prima volta con un'orchestra, nella fattispecie con la KBS Symphony Orchestra. Dopo la laurea conseguita alla Korean National Institute for the Gifted in Arts nel febbraio del 2011, è stato ammesso come prodigio musicale alla Korean National University of Arts. Sta attualmente seguendo un Bachelor of Music al New England Conservatory, dove studia con Miriam Fried. 

In Mo suona un violino di Giovanni Tononi del 1690 circa, prestatogli dal Ravinia's Steans Music Institute.

## Attività
Nel 2014 In Mo Yang ha vinto il Primo Premio alla CAG Victor Elmaleh Competition. Successivamente ha trionfato alla Young Artists Competition, promossa dalla Boston Classical Orchestra. Grazie a questo risultato ha potuto suonare con l'ensemble alla Faneuil Hall di Boston. L'esibizione ha ricevuto particolari apprezzamenti dal The Boston Globe.
La vera e propria consacrazione internazionale di In Mo Yang è stata tuttavia la vittoria alla 54ª edizione del Premio Paganini di Genova nel 2015: era dal 2006 che la giuria della celebre competizione violinistica, presieduta da Fabio Luisi, non decretava un Primo Premio. Il giovane virtuoso, che ha battuto la giapponese Fumika Mohri e il tedesco Albrecht Menzel, si è inoltre aggiudicato il premio del pubblico e il Premio per la migliore esecuzione di un brano contemporaneo.
Il 2 ottobre 2015 In Mo Yang è tornato a Genova per la rassegna "Hommage à Paganini", organizzata dall'Associazione "Amici di Paganini", e ha suonato a Palazzo Tursi sul "Cannone", il violino appartenuto all'autore dei 24 Capricci.
Il 25 gennaio 2016 si è esibito al Teatro Carlo Felice, ospite della stagione concertistica della Giovine Orchestra Genovese, accompagnato dal giovane pianista Yannick Rafalimanana, proponendo la Paganiniana di Nathan Milstein, i Quattro pezzi romantici per violino e pianoforte di Dvořák, la Sonata per violino e pianoforte in la minore di Schumann e la Sonata in la maggiore op. 47 "a Kreutzer" di Beethoven.
Accanto alle vittorie al Premio Paganini e alla CAG Victor Elmaleh Competition, In Mo Yang ha ricevuto il Secondo Premio alla Yehudi Menuhin International Competition del 2014.
Ha suonato come solista con formazioni quali la Russian Symphony Orchestra, la Austin Symphony Orchestra, la Boston Classical Orchestra, la Central Aichi Symphony Orchestra e la Korean Symphony Orchestra. È apparso infine in vari festival musicali internazionali.